# ぱっぷす
ぱっぷす (PAPS, 英語名称: Organization for Pornography and Sexual Exploitation Survivors) は、ポルノ被害者の相談・支援や、ポルノ制作・流通等を通じた人権侵害・性暴力・性搾取の問題について議論・調査し、解決していくことを目的とする日本のNPO法人。

## 概要
2009年5月、ポルノ被害と性暴力を考える会として発足した。当初は啓発活動の団体だったが、2012年に始まった性的搾取の相談支援を2014年に本格化させ、2017年11月にNPO法人として認証された。
2020年10月に正式名称をぱっぷす（People Against Pornography and Sexual Violence、PAPS）に変更した。2017年から行なっている画像削除要請活動の一環として2021年4月にデジタル性暴力被害者支援センターをインターネット上に開設した。相談や削除要請は無料で行っている。
定款において、活動目的を「ポルノ被害者相談支援を行うと同時に、ポルノグラフィの制作・流通等を通じて、あるいはその影響を受けて生じているさまざまな人権侵害や性暴力・性搾取の問題について議論・調査し、この問題を社会に広く訴え解決していくこと」と定めている。

### 運営体制
2017年NPO法人認証当初から田口道子が理事長を務め、2019年から金尻カズナが理事長を務めている。2024年7月時点の役員は理事長が金尻カズナ、理事は岡恵、横田千代子、常岡裕道となっている。2022年初頭時点で有給スタッフ25名とフリーランス2名になっている。
主な収入源として受取寄付金が2017年度は約1200万円、2018年度は約200万円、2019年度は約700万円、2020年度は約560万円、民間からの受取助成金が2017年度は無かったが、2018年度は約100万円、2019年度は約1100万円、2020年度は約2400万円だった。そのうち振り込め詐欺救済法による犯罪被害者等を支援する団体への助成として2019年に339万円、2021年に645万円の助成金を日本財団を通じて受け取っている。画像削除要請活動については2019年度から2022年度まで独立行政法人福祉医療機構 (WAM) の社会福祉振興助成事業から助成を受けている。その他2020年度には赤い羽根共同募金、JANICグローバル共生ファンド、キリンホールディングス傘下のキリン福祉財団、ウィメンズアクションネットワーク (WAN) のコロナ禍対策女性連帯プロジェクトから助成金を受け取った。

## 歴史
2007年10月に理論社からバクシーシ山下の著書『ひとはみな、ハダカになる。』が出版された。著者のバクシーシ山下はアダルトビデオ監督で、1990年に発表した監督デビュー作『女犯』は暴力的な輪姦場面が続き、小説家の高橋源一郎らが作品として評価する一方で社会問題にもなっていた。児童書の出版でよく知られていた理論社が、青少年向けにバクシーシ山下の著書を出版したことに対して、2008年に田口道子ら婦人保護施設の関係者が抗議した。その後、これは一出版社だけの問題ではなく、「社会全般に蔓延している女性や子どもへの性暴力を容認ないし軽視している社会のあり方の問題であるとの認識」から、婦人保護施設の関係者に加えてポルノ被害の問題の研究者や市民活動家などによって2009年5月1日に「ポルノ被害と性暴力を考える会」が発足した。
2013年1月には「会田誠展」で展示された「犬シリーズ」について展覧会を開催した森美術館にポルノ被害と性暴力を考える会世話人として横田千代子、森田成也、宮本節子、湯澤直美が連名で抗議した。
2012年と2013年に1件ずつ寄せられた相談によって始まった性的搾取の相談支援活動を、2014年にホームページで「相談してください」とアダルトビデオによる被害者に呼び掛けることによって本格的に開始した。
2017年11月にNPO法人として認証された。法人設立当初の役員は、理事長が田口道子、副理事長が中里見博、理事は金尻カズナ、常岡裕道、東小雪、堀洋子、横田千代子、北原みのり、他に監事2名だった。
2018年11月21日、日本キリスト教婦人矯風会がぱっぷす理事長の田口道子を招き、ポルノ被害と性暴力・性搾取を考える集会を開催した。
ぱっぷす理事長の田口道子が2019年2月21日に病死した。。2019年3月13日のメルマガにて田口に代わって横田千代子が理事長を務めることが公表された。しかし、同年7月に金尻カズナが理事長に就任した。
2020年10月に正式名称をぱっぷすとした。
2021年、東京都若年被害女性等支援事業を受託開始した。
2017年から行なっている画像削除要請活動の一環として2021年4月にデジタル性暴力被害者支援センターをインターネット上に開設した。
2022年7月、NPO法人「人身取引被害者サポートセンター ライトハウス（旧・ポラリスプロジェクトジャパン）」の解散に伴って、「人身取引被害の相談」事業を引き継いだ。
2019～24年度で、インターネットに投稿された性的画像について被害者に代わってサイト側に削除を要請したところ、削除された件数が計約６万７千件に上った。
2025年7月17日、急増するセクストーション被害に対する警鐘を促すために、東京都内で記者会見を開いた。未成年および男性からの被害相談が増えており、自動翻訳機能の発達から言葉の壁という障壁を乗り越えることが容易になり、海外から日本人を狙った犯罪グループの関与が疑われるいるケースも増加していることを指摘し、遅れている法整備を訴えた。